# موستوولانه
موستوولانه (به لاتین: Mostowlany) یک روستا در لهستان است که در گمینا گرودک واقع شده‌است.